# Nicole Morales
Nicole Alejandra Morales Claure, más conocida como Nicole Morales (Santa Cruz, 5 de agosto de 1998) es una guardameta hispano-boliviana que juega en el atticgo Balonmano Elche y en la Selección Española.

## Trayectoria
Campeona de España cadete con la selección autonómica catalana, se formó en la siempre genial cantera del Balonmano La Roca. Fue el siempre atento equipo vallesano del KH-7 el que la llamó para reforzar la portería del primer equipo cuando aún tenía 17 años y el que la hizo debutar en la División de Honor española. Aquel año, además, llegaron Ona Vegué y Sala Galamba de La Roca.
En 2018 dejó el club granollerí, que fichó a Nicole Wiggins para proteger la portería catalana y se mudó a Elche, para jugar con el Mustang de Joaquín Rocamora.Con el conjunto ilicitano ha levantado varios títulos nacionales e internacionalesentre los que destaca la EHF European Cup de 2024.
En su época juvenil participó en 15 partidos con las Guerreras Júnior. Ya en el club ilicitano fue llamada por Ambros Martínpara la Selección Española en un doble enfrentamiento ante Rumanía.

### Clubes
- –2016: La Roca
- 2016–18: Balonmano Granollers
- 2018–: Club Balonmano Elche

#### Datos con clubes
|                                  | Partidos | Goles |
| -------------------------------- | -------- | ----- |
| Liga                             | 195      | 9     |
| Copa de la Reina                 | 27       | 0     |
| EHF                              | 27       | 0     |
| Total                            | 249      | 9     |
| Datos a fecha 1 de julio de 2024 |          |       |

### Balonmano playa
La guardameta ha sido internacional también en categoría juvenil y promesas con la selección española de balonmano playa.

## Títulos
- 1 x Copa de la Reina (2020/21)[6]
- 1 x Supercopa de España (2021/22)[7]
- 1 x EHF European Cup (2023/24)[8]

### Galardones individuales
- 2 x Mejor Portera DHF (2022/23, 2023/24)
- 1 x Mejor Portera del Campeonato de España Juvenil (2016)[11][12]